# 窪添慶吉
窪添 慶吉（くぼぞえ けいきち、安政6年8月22日（1859年9月18日） - 1923年（大正12年）8月10日）は、明治から大正時代の水産功労者。ブリ大敷網導入者。

## 経歴・人物
窪添弥平、鶴の三男として土佐国高岡郡上ノ加江村大川内（現・中土佐町上ノ加江）に生まれる。1890年（明治23年）から1894年（明治27年）まで東又小学校の訓導を務め、1895年（明治28年）上ノ加江村長に就任。当時、宮崎県東臼杵郡赤水村（現・延岡市赤水町）で行われていたブリ大敷網に着目し、導入を決意。反対する漁民を説得し、資金5900円を借り入れ1898年（明治31年）2月に加江崎沖にブリ大敷網2帳を敷設した。
同年わずか43日の操業により58000円の水揚げ高を得る。1902年（明治35年）村長を辞した後は大敷網の研究に専念し、1905年（明治38年）には京都府与謝郡伊根村の漁業組合に呼ばれ共同で経営を行うなどブリ大敷網漁の発展に尽力した。